# Rodolphe de Weck
Pour les articles homonymes, voir Weck.
Rodolphe de Weck ou Rodolphe Weck,,, dit « Weck-Bussy », né le 1er mars 1826 à Fribourg et mort dans la même ville le 17 septembre 1861, est une personnalité politique du canton de Fribourg, en Suisse, membre du parti conservateur.
Il est membre du Conseil d'État de 1857 à 1861, à la tête de la Direction des finances.